# Pseudohygrohypnum
Pseudohygrohypnum là một chi rêu trong họ Amblystegiaceae.